# Ostroúhlý trojúhelník
Ostroúhlý trojúhelník je trojúhelník, jehož všechny vnitřní úhly jsou ostré. (menší než 90 stupňů)

## Vlastnosti
To, že trojúhelník má všechny vnitřní úhly ostré, ovlivní tyto vlastnosti:
- Všechny výšky leží uvnitř trojúhelníku.
- Střed kružnice opsané (průsečík os stran) leží uvnitř trojúhelníku.
- Druhá mocnina libovolné strany je vždy menší než součet druhých mocnin zbývajících dvou stran:

např. c2 < a2 + b2 , kde a, b, c jsou strany trojúhelníka